# Puccinellia bulbosa
Puccinellia bulbosa là một loài thực vật có hoa trong họ Hòa thảo. Loài này được (Grossh.) Grossh. miêu tả khoa học đầu tiên năm 1928.